# Hotṛ
Un hotṛ, parfois orthographié hotar, est un brahmane c'est-à-dire un prêtre de l'hindouisme de l'époque védique exerçant la fonction de chanter des hymnes du texte sacré dénommé Rig-Véda, notamment lors de l'exécution rituelle du yajña : le sacrifice du feu. Ces stances transmises par tradition orale au fil des générations furent compilées dans un recueil de stances, la Rigveda-samhita.

## Étymologie
En sanskrit, la racine HU- signifie « verser une oblation dans le feu sacrificiel ». Cette racine intègre la forme verbale juhoti qui se traduit par « il sacrifie en versant dans le feu » (le Feu sacré manifeste le deva Agni) et le nom neutre hotra qui signale le « sacrifice de l'offrande au feu ».
Louis Renou traduit le nom masculin hotṛ de manière générale ou spéciale. Hotṛ signifie « prêtre ou sacrifiant en général », mais aussi « prêtre chargé spécialement de réciter les stances du Rigveda ».
La hotrâ (mot féminin) est la « fonction du sacrifiant », mais aussi « un appel, une invitation » lancée aux devas afin qu'ils participent activement au yajña, le sacrifice védique. La hotrâ est l'épouse de Agni dans son rôle de Homa-nish-pāda, « chemin qui dirige l'offrande ».

## Fonction liturgique
Durant le sacrifice védique, le yajña, le brahmane exerçant la fonction de hotṛ et ses acolytes récitent des stances tirées de la tradition védique du Rigveda. La Rigveda-samhita fourmille d'une multitude de noms donnés aux fonctions sacerdotales, le hotṛ offre l'holocauste dans le vase hotra, le potṛ purifie à l'aide du vase potra, le neshtṛ dirige le sacrifice en tenant dans la main le vase neshtra. Entre les différents exécutants se détachent pourtant trois groupes, le hotṛ et les siens récitent et versent au feu les offrandes, le groupe des udgātṛ chante les louanges aux devas, les adhvaryu se chargent des autres manipulations rituelles.
Le hotṛ proclame : « Agni bienfaisant, que la coupe du sacrifice fasse ton bonheur. Prêtres, le deva veut des libations complètes; apportez-lui ce Soma qu'il désire. Deva riche et libéral, bois à la coupe du hotṛ avec les Ritous », les Ritous sont les puissances de la régularité des saisons.
Le deva Agni, puissance numineuse qui se manifeste dans le Feu sacré, est le prototype du hotṛ. Ses flammes chantent avec poésie, il honore les devas, il les invite à boire les libations, à manger les offrandes, il leur rend agréables les dons rituels transformés par son feu, il les invite à combler les hommes de leurs bienfaits. Agni est le véritable exécuteur du sacrifice yajña, le hotṛ par excellence. Cet infatigable messager des hommes et des dieux est aussi un voyant qui scrute les mystères voilés, qui révèle les connexions cachées. Ce sage protège les chanteurs et les autres officiants, leur insuffle force et courage et satisfait leurs désirs secrets. Il règle le yajña dont il est le nombril et le centre, invente constamment de nouvelles poésies, des discours inédits. Telles sont les qualités de tout hotṛ qui se respecte.
Le rôle du hotṛ comporte aussi des usages populaires largement utilisés pour contacter le monde supérieur et inviter les forces cachées à se manifester. Ces comportements s'intègrent à la liturgie, tel le dandinement rituel qui constitue le thème gesticulatoire des rites complexes du mahavrata. Ce yajña spécifique honore Indra, deva porteur de la pluie et fécondateur de toute végétation.
Les Brahmanas dits Aitareya (en) et Kausitaki (en), relatifs au Rigveda, concernent le hotṛ qui y trouve une série de justifications, d'interprétations, de spéculations relatives à son rôle dans le sacrifice védique (yajña).
Dans les Shrauta sutras (en) qui datent du Ve ou VIe siècle avant l'ère courante, les acolytes du hotṛ sont cités comme étant le maitrāvaruna, le acchāvāka, et le grāvastut qui honore les pierres servant à fouler les racines du Soma. Cette classification semble artificielle et parfois incorrecte[réf. nécessaire].
Le titre de hotṛ correspond à celui de zaotar au sein du rite avestique iranien.